# Čagrovac
Čagrovac es un pueblo serbio perteneciente al municipio de Gadžin Han, distrito de Nišava.

## Superficie
Cuenta con una superficie de 8,354 kilómetros cuadrados.

## Demografía
Hasta 2022 la población era de 80 habitantes, con una densidad de población de 9,576 habitantes por kilómetro cuadrado. Desde entonces, el 51,2% conformado por hombres y el 48,8% por mujeres. El 5% conformado por la población de menores de edad y adolescentes de 0-17 años, el 41,3% corresponde a la población de adultos y adultos mayores de 18-64 años y, por último, el 53,8% corresponde a la población mayor de 65 años.
| Gráfica de evolución demográfica de Čagrovac entre 1948 y 2022                       |
|                                                                                      |
| Datos según Population statistics of Eastern Europe & former USSR y City Population. |